# Dryopteris cristata
Dryopteris cristata là một loài thực vật có mạch trong họ Dryopteridaceae. Loài này được (L.) A. Gray miêu tả khoa học đầu tiên năm 1848.

## Hình ảnh

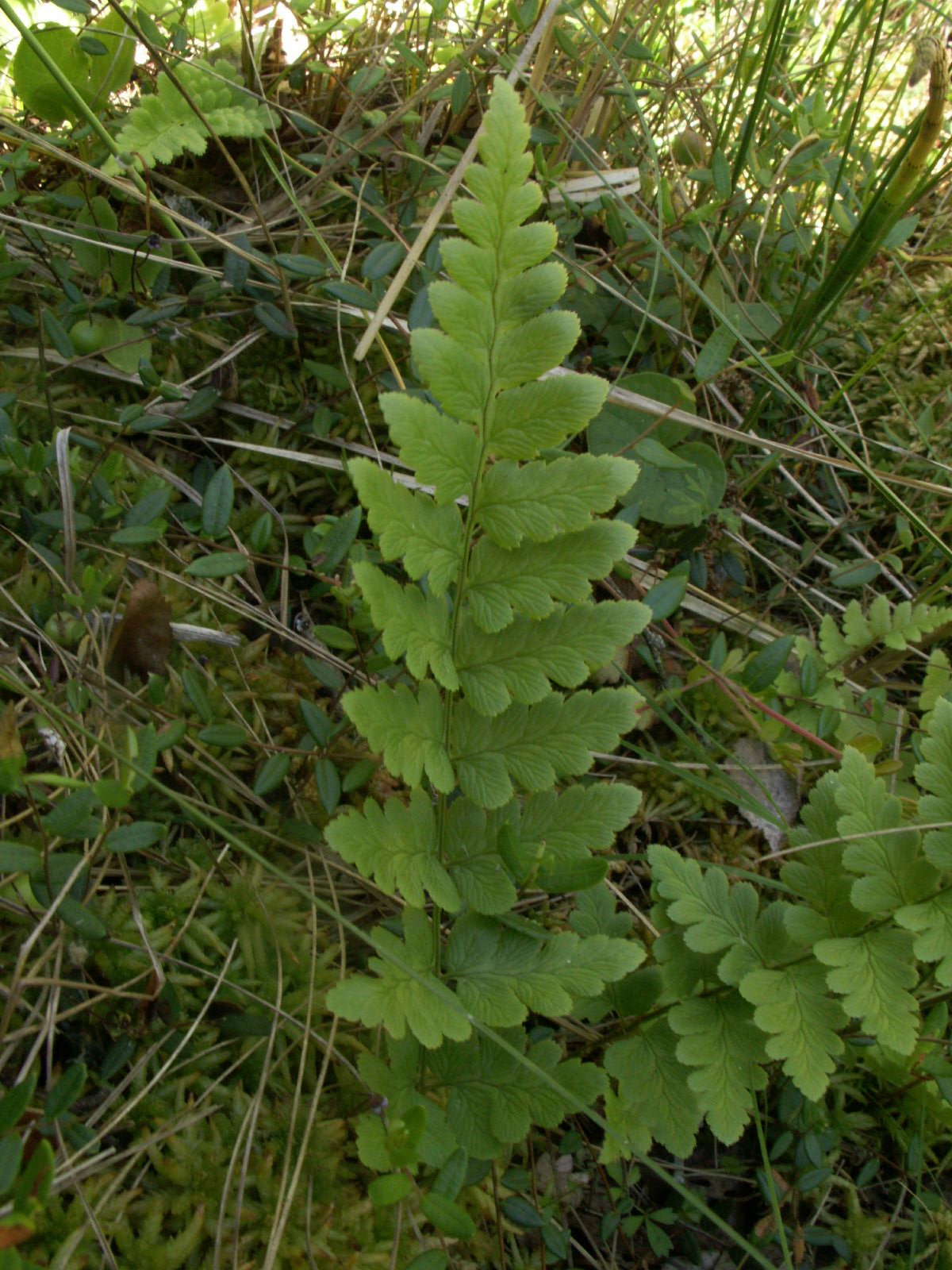
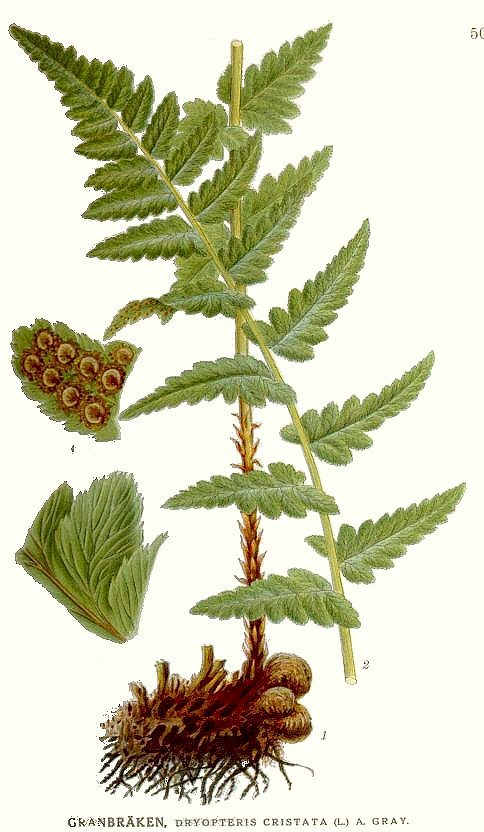
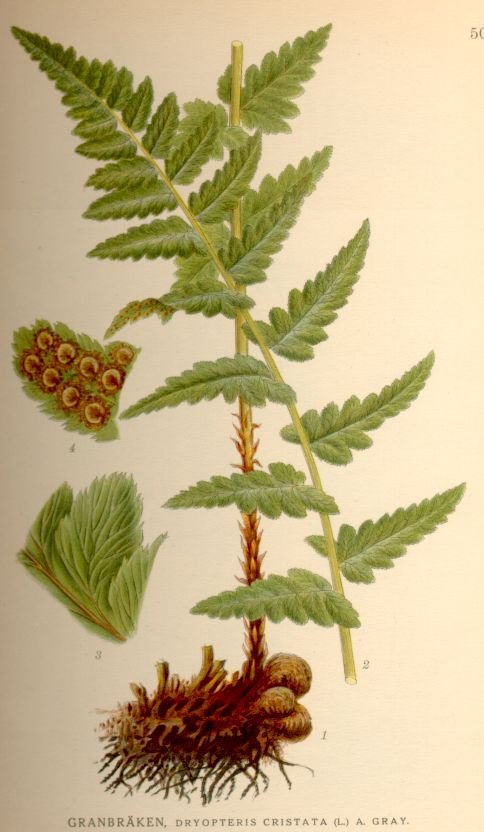
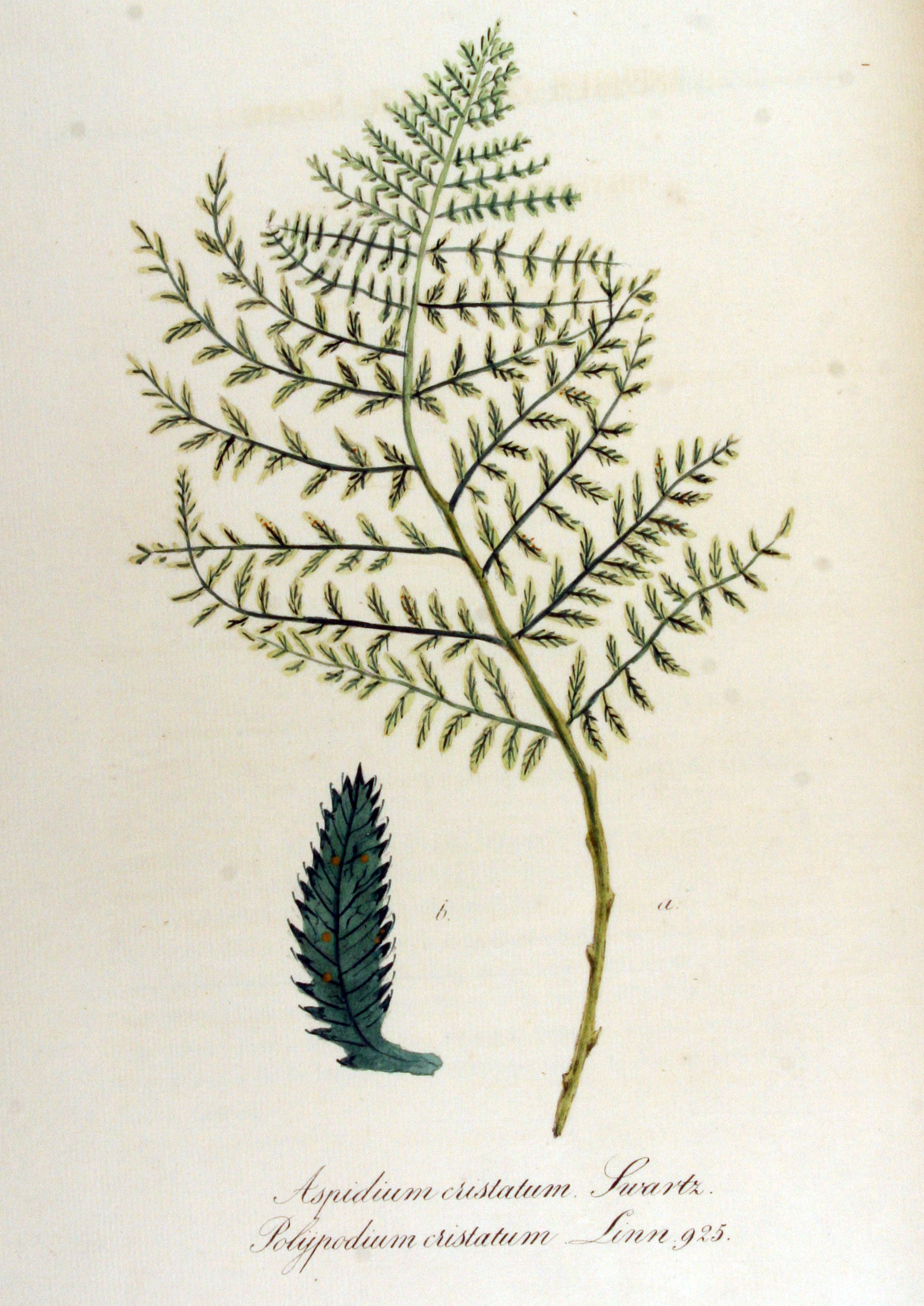